# Left Lane Cruiser
Left Lane Cruiser (часто сокращают до LLC) — американская музыкальная группа из города Форт-Уэйн, штат Индиана, сочетающая в своей музыке такие стили как треш-блюз, гаражный рок и кантри. В состав Left Lane Cruiser входят Фредерик «Джо» Эванс IV (слайд-гитара и вокал) и Брэнн "Sausage paw" Бек (барабаны, губная гармоника, бэк-вокал и прочие перкуссионные инструменты). Группа утверждает, что основное влияние на них оказали кантри-блюз Верхнего Миссисипи, The Rolling Stones, AC/DC.
Песни для первого альбома Gettin' down on it группа записывала на разных студиях, а некоторые песни были записаны в гараже Бренна. Оформление обложки для первого альбома делал Бренн. В 2009 году диск был переиздан.
В июле 2007 года Left Lane Cruiser подписали контракт с Alive Records. Их второй альбом, Bring Yo' Ass to the Table, был выпущен в январе 2008 года.
В сентябре 2008 года Left Lane Cruiser отправились в свой первый европейский тур. Несколько первых представлений были отменены из-за проблем с паспортами, что вынудило музыкантов на некоторое время вернуться обратно в США. После того, как проблемы с паспортами были разрешены, Left Lane Cruiser продолжили тур.
Третий альбом, All You Can Eat, вышел 15 сентября 2009 года.
Left Lane Cruiser играют энергичный блюз-рок, сочетающий в себе черты классического кантри-блюза и энергетику и напор рока. В последнем альбоме All You Can Eat заметно смещение в сторону более тяжёлого звука. В ноябре 2009 года совершают свой второй европейский тур. Во время тура концерты состоялись в таких странах как Франция, Великобритания, Германия, Нидерланды, Бельгия и Швейцария.
1 марта 2011 состоялся релиз альбома Junkyard Speed Ball. В записи альбома приняли участие клавишник Black Diamond Heavies Джон Уэсли Майерс (песни Giving Tree, Hip Hop, Cracked Barrel и Pig Farm) и басист Джим Даймонд (песня Represent). В 2011 году группа выступает на таких фестивалях как Deep Blues Festival, Muddy Roots Festival, а также совершает европейский тур.
В июне 2012 году группа выпустила 5 альбом Painkillers, состоящий из каверов на песни таких исполнителей как Junior Kimbrough, Bob Seger, Hound Dog Taylor, Taj Mahal, John Lee Hooker. Альбом был записан совместно с Джоном Майерсом (клавишные), Джимом Даймондом (бас-гитара) и 66-летним блюзменом Harmonica Shah (губная гармоника).
В сентябре 2013 года группа выпустила свой 6 студийный альбом Rock Them Back To Hell!. Альбом был сведен на студии Джима Даймонда в Детройте, хотя записывался в Форт-Уэйне. К ударным и гитаре добавились такие инструменты как бас гитара, губная гармошка, орган и треш перкурсия (в записи использовались мусорное ведро, картонная коробка и жестяные банки). Обложку для альбома выполнил художник Уильям Стаут, известный по фильму Возвращение живых мертвецов.
9 июля 2014 года было объявлено, что группа отправляется в свой последний тур как дуэт Left Lane Cruiser. После этого группу покинул ударник перкуссионист Брэнн "Sausage paw" Бек. Вместо него в группе будут играть Pete Dio (ударные) и Joe Bent (бас гитара).
16 июня 2015 группа выпускает свой новый альбом и первый альбом Dirty Spliff Blues в новом составе.
В 2016 году группа выпустила совместный альбом работу с 20 Watt Tombstone. Альбом состоит из 6 песен, по три от каждой группы. Летом этого года LLC выпускает альбом, посвященный Брэнну "Sausage paw" Беку. В альбом вошли самые любимые песни Брэнна, а также 6 треков из старых записей, которые ранее не входили в другие альбомы. Joe Bent покидает группу и LLC возвращается к старому формату из двух человек.
В 2017 году выпущен альбом "Claw machine wizard", в котором группа представила своё новое, более "рок н рольное" звучание.

## Дискография

### Студийные альбомы
| Дата выхода       | Название                        | Студия                      | Формат            |
| 2006              | Gettin' Down On It              | Hillgrass Bluebilly Records | СD                |
| Январь 8, 2008    | Bring Yo' Ass To The Table      | Alive Records               | СD, Грампластинка |
| Сентябрь 15, 2009 | All You Can Eat                 | Alive Records               | СD, Грампластинка |
| Март 1, 2011      | Junkyard Speed Ball             | Alive Records               | СD, Грампластинка |
| Июнь 26, 2012     | Painkillers                     | Alive Records               | СD, Грампластинка |
| Сентябрь 17, 2013 | Rock Them Back To Hell          | Alive Records               | СD, Грампластинка |
| Апрель 8, 2014    | Slingshot                       | Hillgrass Bluebilly Records | СD, Грампластинка |
| Июнь 15, 2015     | Dirty Spliff Blues              | Alive Records               | СD, Грампластинка |
| Май 2, 2016       | Death Blues us The Dirty Spliff | Alive Records               | СD                |
| Июль 9, 2016      | Beck in Black                   | Alive Records               | CD                |
| Май 2017          | Claw Machine Wizard             | Alive Records               | CD                |
| Май 31, 2019      | Shake And Bake                  | Alive Records               | CD, Vinyl, LP     |